# Pezoporikós Ómilos Làrnakas
El Pezoporikós Ómilos Làrnacas (en grec modern: Πεζοπορικός Όμιλος Λάρνακας) fou un club de futbol xipriota de la ciutat de Làrnaca. A més del futbol tenia seccions de basquetbol i voleibol.

## Història
El club es va fundar l'any 1927. Ingressà al campionat xipriota el 1938, campionat que guanyà dues vegades. També guanyà una copa de Xipre. El 1994 es fusionà amb l'EPA Làrnaca formant l'AEK Làrnaca.

## Palmarès

### Futbol
- Lliga xipriota de futbol (2): 1954, 1988
- Copa xipriota de futbol (1): 1970

### Basquetbol
- Lliga xipriota (4) 1973, 1991,1992,1994
- Copa xipriota (5): 1969, 1970, 1971, 1972, 1992

### Voleibol (femení)
- Copa xipriota (1): 1979